# آریا میا لوبرتی
آریا میا لوبِرتی (انگلیسی: Aria Mia Loberti؛ زادهٔ ۱۹۹۴) بازیگر اهل ایالات متحده آمریکا است. او در نقش ماری-لار لابلانک در مینی‌سریال تمام نورهایی که نمی‌توانیم ببینیم محصول نتفلیکس ایفای نقش کرده است. بازی در این مجموعه، نخستین تجربهٔ بازیگری او بود؛ لوبرتی در نتیجهٔ جستجوی جهانی از میان هزاران بازیگر زن برای نقش اول این مجموعه برگزیده شد.

## زندگی‌نامه
آریا میا لوبرتی در یک خانوادهٔ ایتالیایی-آمریکایی در جانستون، رود آیلند زاده و بزرگ شد. پدر و مادرش که از رفتار او در مدرسهٔ دولتی ناراضی بودند، او را از کلاس سوم تا دوازدهم تحت آموزش در خانه قرار دادند. او در کودکی و نوجوانی به‌طور فشرده در زمینهٔ رقص بالهٔ کلاسیک در سطح پیش‌حرفه‌ای تحت آموزش بود. او همچنین در هنرهای رزمی آموزش دیده و دارای گواهینامهٔ تدریس یوگا است و به‌عنوان یک معلم معتبر یوگا در کالج کار می‌کند.
لوبرتی از سال ۲۰۱۶ تا ۲۰۲۰ در دانشگاه رود آیلند تحصیل کرد. او با سه رتبهٔ برتر — فلسفه، مطالعات ارتباطات، و علوم سیاسی — و یک رتبهٔ جزء در زبان یونانی باستان و نیز بلاغت فارغ‌التحصیل شد و برنامه افتخارات را به پایان رساند. او مدرک کارشناسی ارشد خود را در بلاغت باستانی با رتبهٔ ممتاز در سال ۲۰۲۱ از رویال هالووی، دانشگاه لندن با بورسیه فولبرایت دریافت کرد. او در سال ۲۰۲۱ تحصیلات دکترای خود را در رشتهٔ بلاغت باستان در دانشگاه ایالتی پنسیلوانیا آغاز کرد. او در آن زمان شروع به زیر سؤال بردن مسیر شغلی خود نیز کرد. او سپس در جستجوی جهانی بازیگر برای مجموعهٔ تلویزیونی تمام نورهایی که نمی‌توانیم ببینیم که به‌صورت آنلاین انجام می‌شد، شرکت کرد.

## حرفه بازیگری
نخستین تجربهٔ بازیگری لوبرتی، شخصیت اصلی ماری-لار لابلانک در اقتباس نتفلیکسی از رمان ۲۰۱۴ «تمام نورهایی که نمی‌توانیم ببینیم» بود. این تجربه، نخستین تجربهٔ استماع او نیز بود. عملکرد او به‌طور جهانی مورد ستایش منتقدان واقع شده است؛ منتقدانی که که عملکرد او را تحت عنوان «برازنده و تأثیرگذار»، «درخشان»، «پرطنین، [و] گیرا»، و «حضوری درخشان… خوب و ناب که زمینه‌ساز حس مخاطره در مجموعه است» توصیف کرده‌اند. همبازی او مارک رافلو از او به عنوان «یک مکاشفه» یاد کرده است.
او در جشنواره بین‌المللی فیلم تورنتو ۲۰۲۳ برندهٔ جایزهٔ ستارهٔ نوظهور و یک جایزه بزرگ فوری از انترتینمنت ویکلی در جشنواره فیلم اسکاد ساوانا ۲۰۲۳ شده است. او در سال ۲۰۲۴ در جوایز فیلم ایندیپندنت اسپیریت نامزد دریافت جایزهٔ بهترین نقش‌آفرینی شد.
لوبرتی، که به‌دلیل نوعی بیماری ژنتیکی آکروماتوپسی با کم‌بینایی روبرو است، پس از جستجوی جهانی برای یک بازیگر نابینا یا کم‌بینا، این نقش را دریافت کرد. او که از طرفداران این کتاب بود، توسط معلم جهت‌یابی و پویایی دوران کودکی خود از برگزاری جستجوی جهانی برای بازیگر آگاه شد و در این جستجو شرکت کرد. علیرغم عدم آموزش بازیگری، لوبرتی موفق شد در این آزمایش هزاران نفر را شکست دهد و سه هفته پس از ارسال فیلم آزمایشی خود، نقش را از آن خود کند. کارگردان شاون لوی در مورد لوبرتی اظهار داشته است که «من نمی‌دانستم او در چه نقشی بازی کرده است، نمی‌دانستم سطح آموزش او چیست، تنها چیزی که می‌دانستم این بود که ترکیبی از هوش، که بسیار بدیهی بود، با یک کیفیت درخشان در جلوی دوربین در او وجود داشت… بعداً متوجه شدم که او نه تنها در بازیگری تازه‌کار بود، بلکه قبلاً حتی تست بازیگری هم نداده بود.»
در سپتامبر ۲۰۲۳، اعلام شد که لوبرتی، چهرهٔ جدید برند زیبایی و مراقبت از پوست لوکسیتان ان پراونس خواهد بود. در نوامبر ۲۰۲۳، اعلام شد که او نسخهٔ جدیدی از کتاب صوتی بیست هزار فرسنگ زیر دریا اثر ژول ورن را روایت خواهد کرد. او همچنین در یک اقتباس تلویزیونی از کتاب‌های ماجراهای اسپایدرویک ظاهر شد.

## کنش‌گری اجتماعی
لوبرتی در زمینهٔ حقوق بشر نیز فعالیت دارد و هنگامی که تنها چهار ساله بود، صحبت دربارهٔ حقوق تحصیلی و دسترسی خود و دیگران را آغاز کرد. او در کودکی در اجتماع محل زندگی خود از بهبود سیاست‌ها برای دانش‌آموزان نابینا و کم‌بینا حمایت می‌کرد. در دبیرستان و کالج، او تمرکز خود را به برابری جنسیتی معطوف کرد و در فعالیت‌ها و سخنرانی‌های سازمان ملل، زنان سازمان ملل و سایر نشست‌ها شرکت کرد. او در سال ۲۰۱۸ تداکس تاک یک سخنرانی دربارهٔ سابقه خود ارائه کرد. در اکتبر ۲۰۲۳، لوبرتی نامهٔ سرگشادهٔ Artists4 Fireasefire به جو بایدن، رئیس‌جمهور ایالات متحده را امضا کرد؛ نامه‌ای که خواستار توقف بمباران غزه توسط اسرائیل می‌شد.
در ۱۸ آوریل ۲۰۲۴، لوبرتی به‌عنوان جدیدترین سفیر یونیسف معرفی شد. او از سال ۲۰۲۲ یکی از حامیان فعال یونیسف بوده است و به‌طور خاص برای حمایت از حقوق آموزشی، دسترسی کودکان به سوادآموزی و تلاش‌هایی در زمینهٔ تغییرات اقلیمی با این سازمان همکاری داشته است.

## فیلم‌شناسی
| سال  | عنوان                            | نقش              | یادداشت‌ها                                   |
| ---- | -------------------------------- | ---------------- | ------------------------------------------- |
| ۲۰۲۳ | تمام نورهایی که نمی‌توانیم ببینیم | ماری-لار لابلانک | مینی‌سریال، نخستین تجربهٔ بازیگری             |
| ۲۰۲۴ | آناتومی گری                      | ویدا مادرا       | اپیزود: «عزیزم می‌توانم تو را در آغوش بگیرم» |
| ۲۰۲۴ | ماجراهای اسپایدرویک              | والنتینا         | ۵ قسمت                                      |